# Gémo
Pour l’article ayant un titre homophone, voir Gémeaux.
Gémo est une enseigne française de chaussures et de vêtements à bas prix, créée en 1991 par le groupe Éram et exploitée par la société Vétir qui détient également les enseignes Tandem et l'Hyper aux Chaussures.

## Historique
Née de la diversification du groupe Éram en 1991 après fusion d'Hyper aux vêtements, Hyper aux chaussures et Tandem eux-mêmes créés dans les années 1980, « Gémo » - fusion des prénoms des dirigeants d'alors du groupe Éram Gérard Biotteau et son épouse Simone - est une enseigne de chaussures et de vêtements à bas prix. L'enseigne est exclusivement implantée en périphérie des centres-villes.

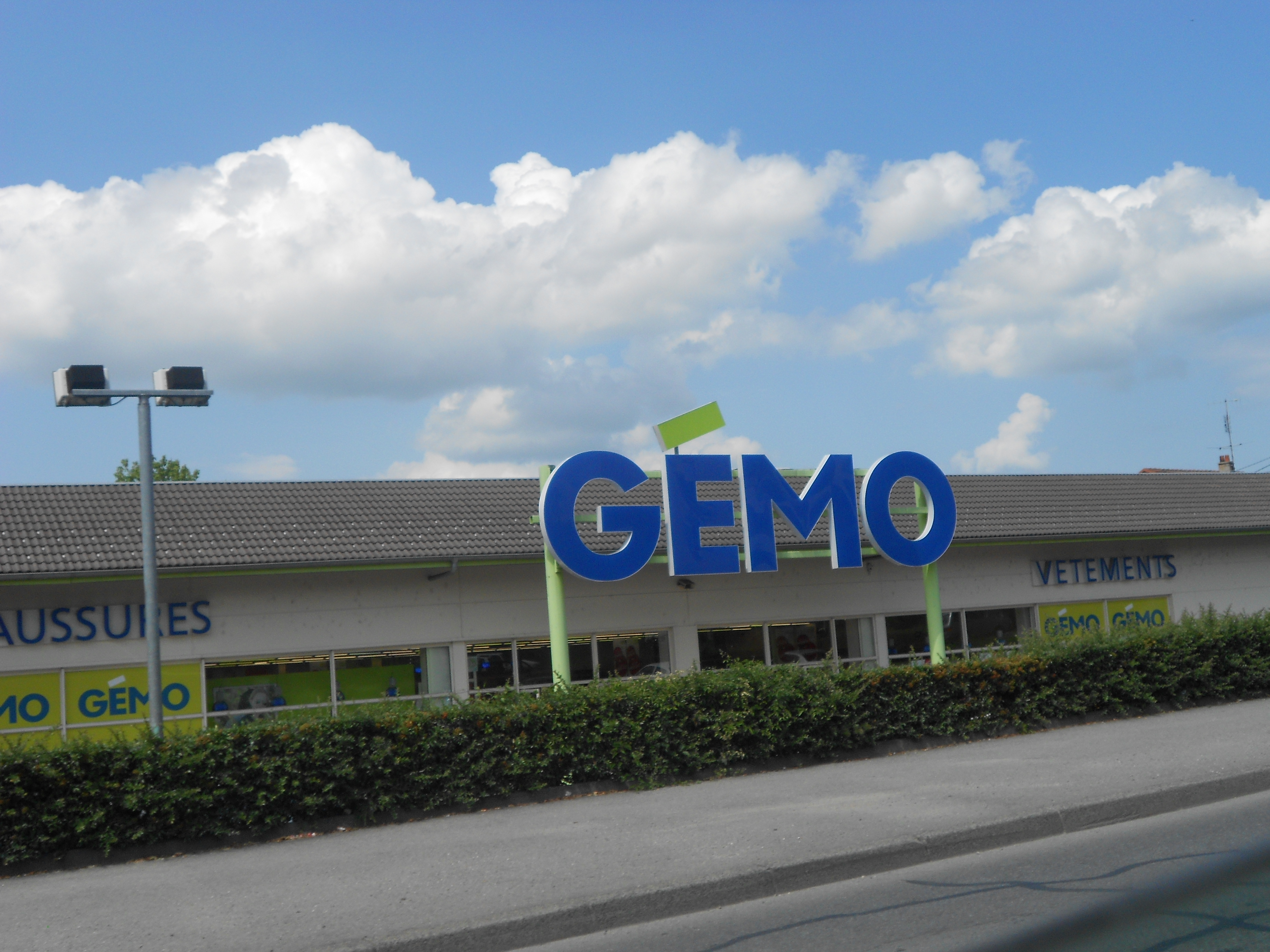

En 2011, Gémo est le deuxième distributeur de chaussures et textiles en périphérie des villes.

## Activité, résultats, effectif
Bilans au 31 décembre.
|                                        | 2014  | 2015  | 2016  | 2017  | 2018   | 2019  | 2020 | 2021   |
| -------------------------------------- | ----- | ----- | ----- | ----- | ------ | ----- | ---- | ------ |
| Chiffre d'affaires en millions d'euros | 754   | 740   | 723   | 700   | 687    | 656   |      | 654    |
| Résultat net en millions d'euros       | + 33  | + 28  | + 4,8 | + 15  | + 16,5 | + 11  |      | + 26,6 |
| Effectif moyen annuel                  | 3 524 | 3 493 | 3 318 | 2 863 | 2 563  | 2 627 |      | 2 490  |

## Identité

### Identité visuelle (logo)

Troisième logo de Gémo de septembre 2011 à septembre 2018.
Logo de Gémo depuis octobre 2018[5].

## Slogans
- 2011 - 2018 : « L'accent sur la mode. L'accent sur les prix.[6] »
- 2018 - 2021 : « C'est la mode qui vous aime. »[7]
- 2021 - 2024  : « Le prêt-à-vivre »
- Depuis 2024 : « Taillé (e) s pour la vie de famille »

## Points de vente
En 2016 l'enseigne dispose de 441 magasins en France, dont 30 à l'international. La superficie moyenne d'un magasin de l'enseigne est de 1 500 m2.
Gémo inaugure en 2019 sur son site de Trignac un dispositif original d'ombrières photovoltaïques couplées à des batteries assurant 40 % de l'alimentation électrique du magasin. En 2020, elle compte 477 établissements en France.